# Chinatown
För andra betydelser, se Chinatown (olika betydelser).

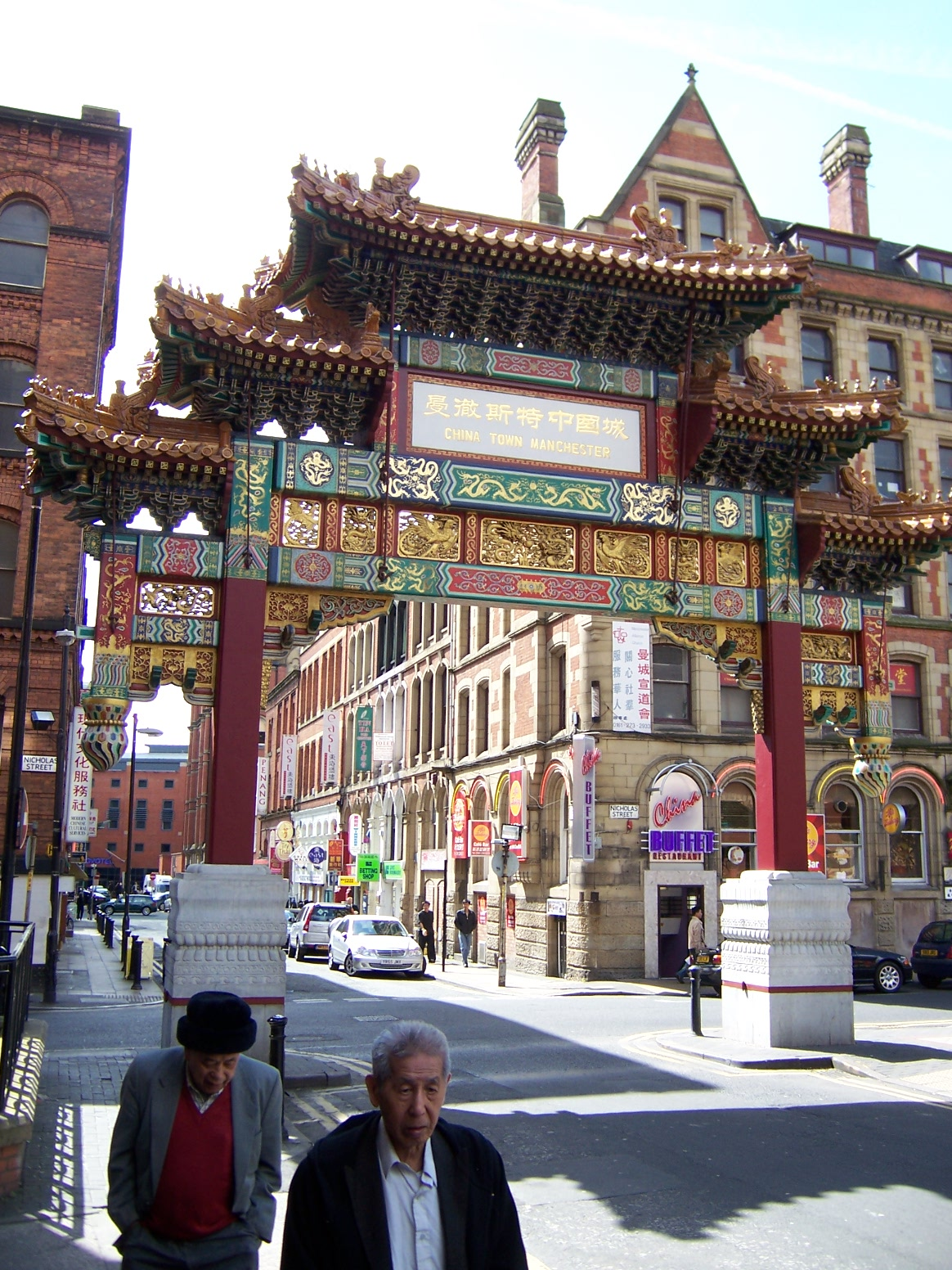
Chinatown i Manchester.

Chinatown kallas en kinesiskt präglad stadsdel i en icke-kinesisk stad, speciellt i Nordamerika. Det Chinatown som är mest känt är det i San Francisco, USA. Andra nordamerikanska städer med ett Chinatown är till exempel New York, Portland, Vancouver och Chicago.
Ofta markeras ingången till en Chinatown med en speciell entréport.
- Chinatown, San Francisco, den äldsta och näst största Chinatown i Nordamerika
- Chinatown, Manhattan i New York City, den största Chinatown på det västra halvklotet
- Chinatown, London
- Chinatown, Yokohama
- Chinatown, Sydney
- Cholon, Chinatown i Ho Chi Minh-staden, Vietnam
- Binondo, Filippinerna, staden där den första Chinatown grundades 1594[2]
- Chinatown, Uppsala